# Atout France
 (octobre 2024).
Atout France, Agence de développement touristique de la France, est un groupement d'intérêt économique (GIE), opérateur de l'État français en matière de tourisme. Ses objectifs sont la promotion du tourisme en France, l’observation et la prospective, la réalisation d'opérations d'ingénierie touristique et la mise en œuvre d'une politique de compétitivité et de qualité des entreprises du secteur.

## Histoire
Atout France a été créée par la loi de développement et de modernisation des services touristiques du 22 juillet 2009. L'Agence est née du rapprochement de Maison de la France, agence de promotion de la destination France à l'étranger et d'ODIT (Observation, Développement et Ingénierie Touristiques) France, agence d'ingénierie touristique. Sa création a permis de rassembler sous une même entité l'ensemble des fonctions de promotion (campagnes, actions presse, démarchages professionnels) et d'ingénierie touristique (diagnostic, schéma de développement, assistance à maîtrise d'ouvrage) pour renforcer le positionnement du tourisme français.
En 2024, l'agence emploie 340 personnes, qui travaillent au siège parisien ou dans les différents bureaux à l’étranger. D'après Le Monde, l'agence est le « principal levier d’action » du ministère du Tourisme.
En avril 2024, l'agence connaît une crise interne. Une lettre anonyme de trois pages critiquant la direction circule notamment dans la presse. La directrice, Caroline Leboucher, doit faire face à six contentieux la visant aux prud’hommes, et à deux plaintes au pénal. Elle n'est pas reconduite à son poste pour la fin de son mandat, le 16 juin 2024, date à laquelle l'agence se retrouve sans direction,.
En octobre 2024, Atout France n'a toujours personne à sa tête. Le journal Le Monde indique que le ministère du Tourisme pourrait bientôt être privé de l'agence, car Atout France est en difficulté et il est envisagé que l'agence puisse être fusionnée avec Business France.

## Statut
L'agence est placée sous la tutelle du ministre chargé du Tourisme.
Le statut de GIE traduit la volonté d'exercer la mission de service public du ministère du tourisme en partenariat entre l'État, administrations centrales et collectivités territoriales, et les professions du tourisme, y compris les grands groupes industriels et commerciaux français ou étrangers concernés par le tourisme. Atout France compte 1 200 partenaires, professionnels publics et privés du tourisme.
L'assemblée générale du GIE est présidée par le ministre chargé du Tourisme. Son conseil d'administration compte 37 membres, dont un tiers sont des représentants de l'État et deux tiers sont des professionnels du tourisme.
Rose-Marie Abel est directrice générale par intérim depuis le 16 juin 2024.

## Financement
L'agence est financée à 50% par l'Etat et pour le reste par les territoires et le secteur privé.

## Missions
L'agence fournit une expertise à l'État, aux collectivités territoriales et aux partenaires privés ou associatifs membres du groupement, pour la définition et la mise en œuvre de leur politique touristique.
Afin de renforcer l'attractivité de l'offre touristique, Atout France mène plusieurs missions d'observation et d'ingénierie : collecte de données, veille conjoncturelle et prospective, accompagnement au montage de projets touristiques et projets d'investissement, publication d'études, ingénierie et assistance au développement[source secondaire souhaitée].
L'agence s'occupe de la classification de l'hébergement touristique et de sa règlementation,.
Afin de renforcer la notoriété à l'étranger des destinations touristiques françaises et des filières, l'Agence organise à l'international : des campagnes de communication et événements, des actions à destination de la presse et des e-influenceurs, ou des salons professionnels[source insuffisante]. Dans le cadre de ces activités de promotion, l'agence acte sous la marque ExploreFrance, une des marques fille de la marque 'France', créée en 2019 par le Gouvernement français (les autres étant ChooseFrance pour les entreprises et l'investissement économique, TasteFrance pour la promotion de l'agriculture et de la gastronomie, PartnerWithFrance pour les partenariats et ExperienceFrance pour le rayonnement éducatif, scientifique et culturel),.